# (2202) Pele
(2202) Pele ist ein Asteroid des Amor-Typs, der am 7. September 1972 von Arnold R. Klemola am Lick-Observatorium (IAU-Sternwarten-Code 662) am Mount Hamilton entdeckt wurde.
Der Asteroid wurde nach Pele, der polynesischen Göttin des Feuers, benannt, die nach hawaiischem Glauben ihren Wohnsitz im Krater Halemaʻumaʻu des Kīlauea hat.